# 鳥羽作道
鳥羽作道（とばのつくりみち、鳥羽造道）は、平安京の中央部を南北に貫く朱雀大路の入口である羅城門より真南に伸びて鳥羽を経由して淀方面に通じた古代道路。

## 概要
平安遷都以前からの道とする説や鳥羽天皇が鳥羽殿が造営した際に築かれたとする説もあるが、平安京建設時に淀川から物資を運搬するために作られた道であると考えられている。
『徒然草』において、重明親王が元良親王の元日の奏賀の声が太極殿から鳥羽作道まで響いたことを書き残した故事について記されているため、両親王が活躍していた10世紀前半には存在していたとされる（ただし、兼好法師が見たとされる重明親王による元の文章が残っていないために疑問視する意見もある）。
鳥羽殿造営後は平安京から鳥羽への街道として「鳥羽の西大路」（この時代に平安京の右京は荒廃して朱雀大路は京都市街の西側の道となっていた）と呼ばれた。更に淀付近から淀川水運を利用して東は草津・南は奈良・西は難波方面に出る交通路として用いられたと考えられているが、その後の戦乱で荒廃し、現在では一部が旧大坂街道として残されているものの、多くの地域において経路の跡すら失われている。